# Al Misrakh (huyện)
Huyện Al Misrakh là một huyện thuộc tỉnh Ta`izz, Yemen. Đến thời điểm năm 2003, huyện này có dân số 112653 người